# Cordoba House
|  | For alternative betydninger, se Cordoba (flertydig) |
Cordoba House, også kaldt Ground Zero-moskéen (engelsk: Ground Zero Mosque) eller Park51, en et planlagt 100 millioner dollars dyrt islamisk kulturhus, som skal rumme en moske, auditorium, swimmingpool, restaurant en boghandel, og bestå af 13 etager. Bygningen skal opføres ikke så langt fra det nuværende Ground Zero, hvor World Trade Center engang stod, og erstatte en Burlington Coat Factory-bygning, som blev beskadiget under terrorangrebet den 11. september 2001.
Imam Feisal Abdul Rauf, som er lederen af projektet, har udtalt, at moskeen skal bygge bro mellem muslimer og resten af amerikanerne. Kritikere af projektet har betvivlet, hvordan Feisal Abdul Rauf kan skaffe de 100 millioner dollars, som det vil koste at opføre den 13-etagers høje bygning. Det har blandt andet givet anledning til beskyldninger om, at pengene kommer fra ekstremistiske grupper i Mellemøsten.
Idéen om at bygge en moske på stedet har fået mange borgere til at protestere.